# Bastuträsket (Byske socken, Västerbotten)
Bastuträsket är en sjö i Skellefteå kommun i Västerbotten och ingår i Åbyälvens huvudavrinningsområde. Sjön har en area på 0,0687 kvadratkilometer och ligger 101,8 meter över havet.

## Delavrinningsområde
Bastuträsket ingår i det delavrinningsområde (723861-174095) som SMHI kallar för Ovan Storbäcken. Medelhöjden är 141 meter över havet och ytan är 14,11 kvadratkilometer. Räknas de 79 avrinningsområdena uppströms in blir den ackumulerade arean 1 034,9 kvadratkilometer. Avrinningsområdets utflöde Åbyälven mynnar i havet. Avrinningsområdet består mestadels av skog (71 procent). Avrinningsområdet har 0,12 kvadratkilometer vattenytor vilket ger det en sjöprocent på 0,9 procent.